# Stupovi
Stupovi (cyr. Ступови) – wieś w Czarnogórze, w gminie Podgorica. W 2011 roku liczyła 14 mieszkańców.